# Південний Ємен на Олімпійських іграх
Південний Ємен брав участь у Олімпійських іграх лише один раз — у 1988 році у Сеулі. Після об'єднання з Північним Єменом у 1990 році, Ємен почав виступати на Олімпійських іграх єдиною командою.
Країну на Іграх представляли 3 легкоатлета і 2 боксера.
Олімпійських медалей спортсмени НДРЄ не завойовували.